# 联合国海地稳定特派团
联合国海地稳定特派团（英語：United Nations Stabilization Mission in Haiti，縮寫：MINUSTAH，简称联海稳定团），是2004年6月1日开始于海地執行任務的一个联合国维和部队。特派團的軍事力量主要由巴西軍隊負責，行動指揮官亦為巴西公民。現時任務獲授權執行至2017年10月15日。
2010年1月12日，海地發生芮氏規模7級大地震，位於首都太子港的特派團總部大樓倒塌，特派團領導人赫迪·阿纳比與他的副手均喪生。

## 背景

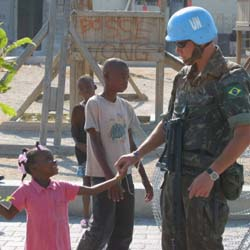
巴西的MINUSTAH士兵和一个海地小女孩。

2004年4月30日，聯合國安全理事會第4961次會議通過《聯合國安理會1542號決議》，設立MINUSTAH作為《聯合國安理會1529號決議》要求的維和部隊，並要求於2004年6月1日將多國臨時部隊的授權移交MINUSTAH。
依照联合国安全理事会的命令，MINUSTAH必须“集中利用资源，包括民间警察”。

## 2005年7月6日的事件

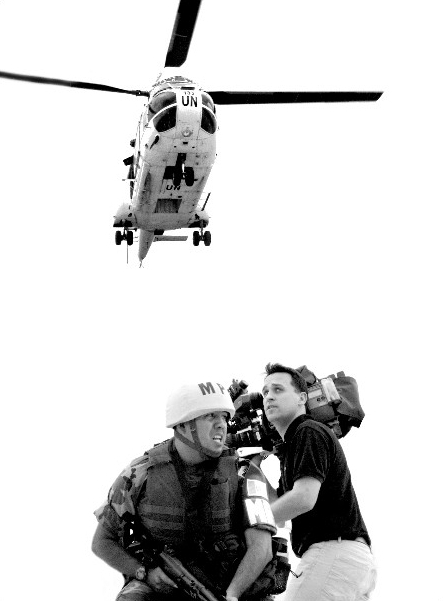
2006年选举时執行任务的智利直升机（攝影：Patrick André Perron）

2005年7月6日，MINUSTAH在太子港貧民區太陽城（Cité Soleil）執行一項突襲行動，MINUSTAH发言人指这项行動针对一个非法武装叛乱組織的基地，该組織由特萊德·韋姆（Dread Wilme，本名艾曼紐·韋瑪（Emmanuel Wilmer））领导。親拉瓦拉斯（Lavalas）的消息來源及部份如凯文·比那等的記者指突襲的目標是平民，並試圖在選舉前夕削弱流亡前總統讓-貝特朗·阿里斯蒂德的支持度。「成員國要求聯合國在海地問題上表明立場這種完全不適當的解決方法」受到西方國家的非議，也令當地人民感到憤慨。
這次突襲的死亡人数估計在5至80人之间，主張突襲目標是平民的消息來源指死亡人數較多。所有消息來源都指出MINUSTAH没有人员伤亡，亦认为特萊德·韋姆在搜捕中被杀。MINUSTAH发言人称特萊德·韋姆是個“匪徒”。另外一些言论，比如親阿里斯蒂德的「海地律師領袖網絡」（Haitian Lawyers Leadership Network），則称特萊德·韋姆為社团领导和烈士。
此事件变成了反对MINUSTAH佔領海地的組織和前總統阿里斯蒂德支持者的焦点，MINUSTAH也被反对者譴責對海地国家警察屠杀拉瓦拉斯支持者與反对聯合國佔據的海地人民坐視不理。
2006年1月6日，联合国任务首脑胡安·加夫列尔·巴尔德斯宣布MINUSTAH会在太陽城區進行另一波突襲。縱然人权组织擔心更多平民会被杀，Valdes说：“在接下来的日子里我们必須介入。我想这会带来附带破壞，但是我们必須投入我们的力量，並無其他选择。”

## 2010年海地大地震

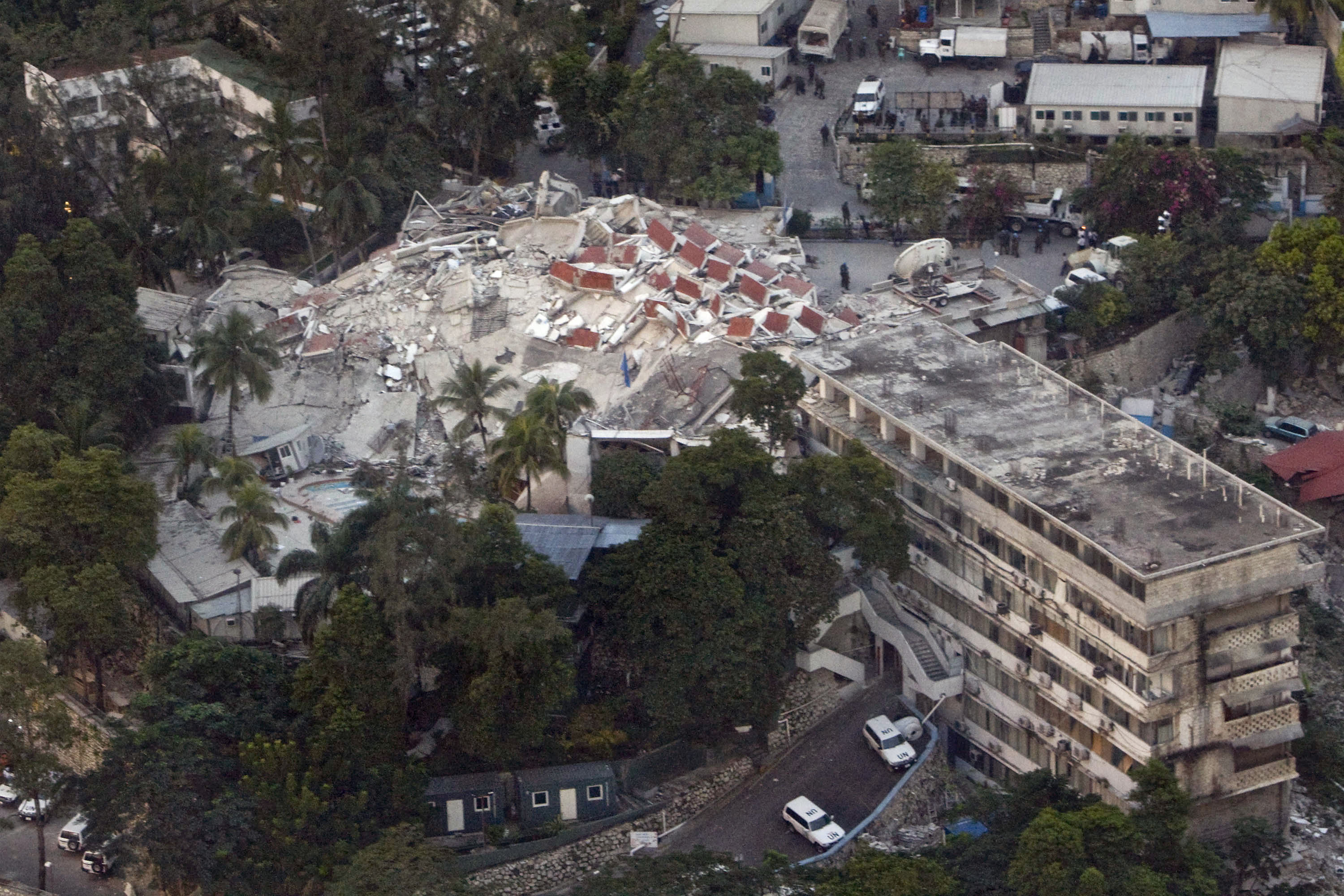
於2010年海地地震中倒塌的總部大樓

2010年1月12日，MINUSTAH位於海地首都太子港的總部大樓「基斯托弗酒店」於海地大地震中倒塌，其他聯合國設施亦有損毀，大量聯合國人員於地震後下落不明。1月13日，海地總統勒内·普雷瓦尔證實特派團領導人赫迪·阿纳比罹難。首席代理特別代表路易斯·卡洛斯·達·哥斯達（Luiz Carlos da Costa）和署理警察局長道格·哥達斯（Doug Coates）亦證實喪生。

## 统计
依照 联合国数字资料网页:
- 位置: 海地
- 司令部: 太子港
- 持续时间: 2004年6月至今
- 特别代表秘书长: 埃德蒙·缪特（英语：Edmond Mulet）（来自危地马拉）
- 特别代表责任副秘书长: Lawrence G. Rossin（来自美国）
- 代理特别代表秘书长: Adama Guindo（来自马里）
- 指挥官: José Elito Carvalho Siqueira中將（来自巴西）
- 警察专员: Richard Graham Muir（来自加拿大）

### 实力
MINUSTAH最初雇用了10019人；其中，军事人员6700人，警务人员1622人，国际公民548人，当地百姓995人，还有154个联合国义工。2005年4月30日这个任务有8837人参加；其中，6207人是军事人员，1288是警察，408人是国际公民，大约800人是当地百姓，还有134名联合国义工。
2005年6月22日，依照《联合国安理会1608号决议》，联合国安全理事会决定MINUSTAH总共由多达7500名士兵和1897名非军事警察组成。秘书长接收请求，为了邮政选举时期设计了针对于MINUSTAH实力的稳定而长远、与实际情况一致的策略。
在2006年9月30日，MINUSTAH总计拥有8342名穿制服的工作人员。其中包括了6642名士兵和1700名警察，另外169名联合国义工也支撑着这个计划。一个月之前，在2006年8月31日，有428名国际非军事人员和大约442名当地非军事人员参与这个计划。
截至2008年五月，MINUSTAH共有9,055名制服成員，包括7,174名士兵及1,881名警察，並由國際及當地平民及聯合國義工支援。

### 参与国家

##### 军事人员
下列国家的军事人员普遍的参与了这个任务：阿根廷、玻利维亚、巴西、智利、克罗地亚、多明尼加共和国、厄瓜多尔、法国、危地马拉、约旦、摩洛哥、墨西哥、尼泊尔、巴基斯坦、巴拉圭、秘鲁、菲律宾、斯里兰卡、美国和乌拉圭。
贝宁、加拿大 （页面存档备份，存于） 和西班牙的军事人员曾经参加了这个任务。

##### 警务人员
以下国家的警员参加了这个任务：阿尔及利亚、阿根廷、贝宁、波斯尼亚和黑塞哥维那、巴西、布基纳法索、喀麦隆、加拿大、乍得、智利、中国、哥伦比亚、埃及、萨尔瓦多、法国、格林尼达、几内亚、约旦、马达加斯加、马里、毛里求斯、尼泊尔、尼日尔、尼日利亚、阿曼、巴基斯坦、菲律宾、罗马尼亚、俄国、塞内加尔、塞拉利昂、南非、西班牙、多哥、土耳其、美国、乌拉圭、瓦努阿图、也门 和 赞比亚。
加纳、葡萄牙和斯里兰卡的警察曾经参加过这个任务。

### 死亡人数
自从维护和平任务在2004年六月启动，20个来自联合国的人死亡。最近的伤亡事件发生在2006年11月10日，Cité Soleil附近。在一名不明持枪者在一辆车上对两名完成了一天的巡逻任务，正在返回基地的约旦士兵开火时，同时杀死了这两名士兵。
死亡军事人员（按国家列表）:
- 巴西 - 1人（这唯一的死者是司令员卡洛斯·阿尔伯托·多斯·桑托斯·克鲁兹（Carlos Alberto Dos Santos Cruz））
- 加拿大– 1人
- 约旦– 6人
- 尼泊尔– 2人
- 菲律宾– 1人
- 斯里兰卡– 2人
- 乌拉圭– 1人

为MINUSTAH工作的非军事人员或警察:
- 警察– 3人
- 国际公民 - 2人
- 本地平民– 1人

### 财政
MINUSTAH的资金估计存在了一个特殊的银行账户裡。从2004年7月1日到2005年6月30日任务的核定预算是379050000美元。从2006年7月1日到2007年6月30日，核定预算是510039000美元。

## 终止
鉴于海地于2017年初完成选举进程，并在恢复宪法秩序方面取得稳步进展，安理会于2017年4月13日通过决议，将联合国驻海地稳定特派团的任务期限最后一次延长六个月，至2017年10月15日结束。并于2017年10月中旬以前撤出特派团。2017年10月15日，該次任務結束，並以联合国海地司法支助团接替。